# Gianni e Pinotto in società
Gianni e Pinotto in società (In Society) è un film interpretato da Bud Abbott e Lou Costello, meglio noti in Italia come Gianni e Pinotto.

## Trama
Gianni e Pinotto sono due idraulici in una casa signorile che vengono scambiati per due signori d'alta società.
Coinvolti nel furto di un quadro, i due se la cavano con una rocambolesca fuga.